# Muhammad Szija as-Sudani
Muhammad Szija as-Sudani (arab. ‏محمد شياع السوداني‎, ur. w 1970 w Bagdadzie) – iracki polityk, premier Iraku od 27 października 2022, wcześniej m.in. minister praw człowieka (2010–2014) i gubernator prowincji Majsan (2009–2010).